# Listen, Judge
Listen, Judge (br.: Juiz, tenha juízo) é um filme de curta metragem estadunidense de 1952, dirigido por Edward Bernds. É o 138º de um total de 190 filmes da série com os Três Patetas produzida pela Columbia Pictures entre 1934 e 1959.

## Enredo
Os Três Patetas são "reparadores" que vão a julgamento acusados de vadiagem e de roubarem uma galinha. O Juiz Henderson (Vernon Dent) os liberta por faltas de provas e acredita na inocência deles, mas Shemp ainda está com a ave escondida debaixo do paletó. A galinha escapa e voa até a cabeça do juiz então os Patetas saem correndo do tribunal e voltam a procurar por trabalho de porta em porta.
Eles vão até a casa de uma mulher (Kitty McHugh) que está com a campainha da porta quebrada. Os Patetas se oferecem para consertá-la mas naturalmente a destroem, sem que a mulher perceba. Durante o "serviço" eles acabam perturbando o chefe da cozinha (Emil Sitka) que preparava o jantar. Irritado, o homem sai da casa e os Patetas são aceitos como substitutos dele, preparando o jantar para a festa de aniversário de um amigo do marido da mulher. Quando o dono da casa chega, os Patetas descobrem que não é outro senão o Juiz Henderson. Assustados, o trio continua a cozinhar mas Shemp queima o peru e o bolo fica murcho. Larry e Shemp inflam o bolo com gás de cozinha mas o prato começa a flutuar e Shemp tem que segurá-lo. Eles colocam as velas para o aniversariante que quando sopra faz com que o gás exploda com as faíscas. Furioso, o juiz reconhece os Patetas e pega uma arma e o trio sai correndo lugar.

## Citações
- Senhora Henderson: "Vocês podem consertar isso (a campainha da porta)?"
- Moe: (retoricamente) "Se podemos consertar?"
- Larry (rindo): "Podemos consertar?"
- Shemp: (curioso) "Podemos?"